# Gantz
Gantz (japonsky ガンツ, Gancu) je japonská seinen manga, kterou vytvořil Hiroja Oku. Manga původně vycházela v měsíčníku Šúkan Young Jump nakladatelství Šúeiša v letech 2000 až 2013 a postupně byla vydána v 37 souborných svazcích. Na základě mangy pak v roce 2004 vznikla adaptace v podobě stejnojmenného animovaného seriálu o 26 dílech z produkce studia Gonzo a v roce 2011 dva hrané filmy.
V České republice mangu od roku 2012 vydává komiksové nakladatelství CREW, které doposud vydalo dvacet sedm svazků.

## Příběh
Dvojice středoškolských studentů, Kei Kurono a Masaru Kato, je zasažena vlakem metra, protože se snažili zachránit život opilého bezdomovce, který spadl do kolejiště. Po jejich smrti se ocitnou v nezařízeném tokijském bytu, kde se setkávají s Joičiro Nišim, veteránem Gantz, a dalšími bezradnými účastníky. Dvojce si brzy uvědomí, že nemohou opustit byt. Na jednom konci místnosti se nachází velká černá koule, známá jako „Gantz“.
Po nějaké době se Gantzova koule otevře a odhalí holohlavého nahého muže s dýchací maskou a dráty připevněnými k jeho hlavě. Odhalí také různé zbraně, které mohou použít. Patří mezi ně černé obleky vyrobené na míru, které jim dodávají nadlidskou sílu, rychlost, výdrž a odolnost proti poškození, ovladač, který funguje jako radar a stealth zařízení, X-Gun, X-Shotgun a Y-Gun. Později v sérii jsou ve 100 bodové nabídce k dispozici Gantzův meč, Gantz Bike a mnohem silnější a výkonnější zbraně.
Když se Gantzova koule otevře, objeví se na jejím povrchu zelený text, který přítomné informuje, že jejich „životy skončily a nyní patří jí“. Je na ni zobrazen obrázek a stručná informace o některých Gantzových cílech: Gantz jim nařídí, aby je eliminovali. Všechny mise, kromě jedné, se zaměřují na mimozemšťany, kteří žijí na Zemi a nabývají nejrůznějších forem. Během mise nemohou běžní lidé vidět hráče ani mimozemšťany. Gantz hráče dopraví do specifické oblasti a nemohou se vrátit, dokud nebudou eliminováni všichni nepřátelé nebo nevyprší časový limit. Pokud je mise úspěšná a přežijí, obdrží každý z jednotlivců speciální body za mimozemšťany, které zabili. Jakmile účastník získá 100 bodů, objeví se „100 bodová nabídka“. Nabídka nabízí tři možnosti:
- Varianta 1: Účastník se může vrátit ke svému normálnímu životu a Gantz ho už nikdy nesvolá. Jejich vzpomínky na Gantze a mise budou vymazány.
- Varianta 2: Účastník získá jedinečnou a extrémně silnou zbraň.
- Varianta 3: Účastník může oživit někoho, kdo zemřel během mise z Gantzovy paměti. Tato možnost se objevila v polovině série.

Po dokončení mise jsou body shromážděny a účastníci mohou odejít. V tomto období, dokud nenastane další mise, mohou dělat, co chtějí. Nesmí však mluvit o Gantzovi, což by vedlo k explozi jejich hlav. Během třetí mise, které se účastní Kurono a Kato, jsou všichni účastníci včetně Kata zabiti. Kato nicméně zabije posledního bosse a dává Kuronovi šanci na přežití. Kurono přežije třetí misi, krvácející na podlaze s odříznutými končetinami. Po třetí misi se Kurono začíná osobnostně měnit a přijímá úkol hrdiny, s vůdčím komplexem podobným Katovu. Postupem série se Kurono účastní dalších misí. Jeho cílem je oživit svého zesnulého přítele pomocí možnosti ze 100 bodové nabídky. Je sestaven nový tým hráčů Gantz, který vede Kurono, jelikož je nejzkušenější veterán a jeden z nejlepších bojovníků. V misi Oni se ukázalo, že Kuronova „vůle žít“ z něj v týmu udělala nejzářivějšího Gantzova lovce. Díky interakcím s ostatními členy týmu a životním a smrtelným bitvám se z Kurona postupně stává zodpovědný vůdce. Po misi Oni je Kato oživen Kuronem. Kurono je však zabit skupinou upírů. V dalším průběhu série se pravidla misí mění: nyní mohou účastníky vidět běžní lidé, mimozemšťané, se kterými se setkávají, jsou silnější a nebezpečnější, a účastní se misí s dalším týmem Gantz z Osaky. Kato se stává středem pozornosti mangy a jeho cílem je oživit Kurona. V zoufalém pokusu o oživení svého nejlepšího přítele bojuje Kato se 100 bodovým mimozemšťanem Nurarihjonem, který eliminoval tým z Osaky i Kuronův tým. Na konci mise porazí patrně nejsilnějšího mimozemšťana série a leží na zemi a krvácí. Série zachycuje jak mise, tak Kuronův pravidelný život, jakož i každodenní životy ostatních hráčů Gantze (v menší míře).
Po několika misích jim starý účastník jménem Niši, který ví nejvíce o tom, jak Gantz funguje, ukazuje na Gantzově kouli „frekvenci s odpočtem do katastrofy“, o které ostatní hráči nevěděli. Odpočet ukazuje, že zbývá jeden týden, dokud nedojde k neznámé „katastrofě“. Na konci tohoto týdne napadne masivní mimozemská síla Zemi a začne vyhlazovat lidskou rasu. Kurono a jeho společníci se přitom snaží co nejlépe využít Gantzových pokročilých technologií a zbraní, aby Zemi ubránili. Na konci jsou Niši a Kurono vykresleni ve stejném duchu: oba byli pohrdáni svou rodinou a byli hříšníci. Kurono, na rozdíl od Nišiho, má však důvod k životu. Kurono nechal Nišiho v kapitole „Velký útěk“ zemřít, který tak Kuronovi slibuje pomstu a volá o pomoc Gantze a matku. Je naznačeno, že Niši zemřel, důvod jeho smrti je však nejasný. Japonsko se dozví o existenci týmů Gantz po celém světě. Po dlouhé bitvě se lidem podaří zastavit mimozemskou invazi. Brzy nato je odhaleno, že lidem pomohla další, vysoce vyspělá, mimozemská rasa, která jim poskytla prostředky k obraně. Důvod svého konání však odmítají odhalit a nazývají jej chvilkovým nápadem. V zoufalém posledním úsilí Eeva, vůdce mimozemšťanů, vyzývá lidskou rasu a slibuje, že sám vyhladí každého obyvatele. Plánuje totiž zničit mateřskou loď a tím zabít obě dvě rasy. Kurono však přichází na mateřskou loď bojovat. Před svým výrokem Eeva kompletně eliminoval všechny týmy Gantze a jejich lovce, čímž lidské rase ukázal, že jsou pouze smrtelníky. Svět vyzývá přenosem, který je vysílán po celém světě, Kurona. Kurono tak s pomocí oživeného Kata vsadí na sebe všechny šance na vítězství a záchranu lidské rasy. Kuronovi se podaří porazit Eeva, čímž zabrání mimozemské mateřské lodi zničit Zemi. Série končím tím, že se Kurono a Kato vrátí bezpečně na Zemi a jsou vítáni jako hrdinové.